# Гранатирање Шида 1991.
Шид су са територије Хрватске гранатирале хрватске паравојне формације у три наврата 1991. године. Током напада гађани су искључиво цивили објекти.
Прво артиљеријско гранатирање је почело са положаја спачванских и босутских шума 5. новембра 1991. године око 10.45 часова и трајало је 35—40 минута, за које време се сматра да је на само шидско насеље пало око 40 граната — највише у рејону око дечјег обданишта „Јелица Станивуковић — Шиља” и земљорадничке задруге ПИК „Шид”. Том приликом је погинуло троје људи који су се у тренутку напада затекли у дворишту задруге ПИК-а „Шид”: Ђорђе Манојловић из Ердевика, управник вишњичевске задруге Мирослав Шерфези из Ердевика, и рачунарски програмер Слободан Михаљевић из Вишњићева. У овом нападу је било и више рањених (неутврђен број — наводи се око петнаест), са тежим и лакшим повредама. Већина жртава је страдала у првим тренуцима напада, пре оглашавања сирена за опасност и хитног саопштења Радио Шида да је у току агресија на град.
Стицајем околности Шид су тог дана посетили тадашњи специјални изасланик Генералне скупштине УН и бивши државни секретар САД Сајрус Венс, Будимир Кошутић и генерални директор Радио-телевизије Србије Душан Тадић, и тада је РТС направила снимак о догађају.
Други и трећи напад који су уследили су били нижег интензитета, и једина жртва је била житељка Ана Ароксалаш, која је тада погинула (случај је хтео да се то догоди на њен рођендан).
У нападима је причињена и велика материјална штета на покретним, стамбеним и другим објектима, где се посебно издваја оштећен објекат дечјег обданишта „Јелица Станивуковић — Шиља” чија је трпезарија директно погођена.
Напад хаубицама су починили припадници Хрватских одбрамбених снага. Припадници јединица Југословенске народне армије, које су биле стациониране у околини Шида, иако изненађени у првом тренутку, реаговали су релативно брзо и противничкој артиљерији онемогућили даља дејства, том приликом заробивши једну противничку хаубицу.